# Награда Аустралијског филмског института за најбољег глумца у главној улози
Награда Аустралијског филмског института за најбољег глумца у главној улози

## Награђени
- 1972: Брус Спенс - (Stork)
- 1973: Роберт Макдара - (27A)
- 1974/1975:
  - Џек Томпсон - (Petersen)
  - Џек Томпсон - (Sunday Too Far Away)
  - Martin Vaughn - (Billy and Percy)
- 1976: Сајмон Берк and Ник Тејт - (The Devil's Playground)
- 1977: John Meillon - (The Fourth Wish)
- 1978: Бил Хантер - (Newsfront)
- 1979: Мел Гибсон - (Tim)
- 1980: Џек Томпсон- (Breaker Morant)
- 1981: Мел Гибсон- (Gallipoli)
- 1982: Реј Барет - (Goodbye Paradise)
- 1983: Норман Кеј - (Man of Flowers)
- 1984: John Hargreaves - (My First Wife)
- 1985: Крис Хејвуд - (A Street to Die)
- 1986: Colin Friels - (Malcolm)
- 1987: Leo McKern - (Travelling North)
- 1988: John Waters - (Boulevard of Broken Dreams)
- 1989: Sam Neill - (Evil Angels)
- 1990: Max von Sydow - (Father)
- 1991: Хјуго Вивинг - (Proof)
- 1992: Расел Кроу - (Romper Stomper)
- 1993: Харви Кајтел - (The Piano)
- 1994: Nicholas Hope - (Bad Boy Bubby)
- 1995: Џон Линч - (Angel Baby)
- 1996: Џефри Раш - (Shine)
- 1997: Ричард Роксберг - (Doing Time for Patsy Cline)
- 1998: Хјуго Вивинг - (The Interview)
- 1999: Russell Dykstra - (Soft Fruit)
- 2000: Ерик Бана - (Chopper)
- 2001: Anthony LaPaglia - (Lantana)
- 2002: David Gulpilil - (The Tracker)
- 2003: Дејвид Венам - (Gettin' Square)
- 2004: Sam Worthington - (Somersault)
- 2005: Хјуго Вивинг - (Little Fish)
- 2006: Shane Jacobson - (Kenny)
- 2007: Ерик Бана - (Romulus, My Father)